# 鮫河橋
鮫河橋（さめがはし）は東京都新宿区にあり、桜川支流鮫川に架けられていた橋、及びその周辺地名。JR中央本線信濃町駅東側の高架に沿う部分を特に千日谷といった。

## 名称の由来
多く鮫ヶ橋とも表記する。架かる川も鮫川と呼ばれるが、いずれの名が先かは不明。千駄ヶ谷寂光寺鐘銘に「鮫が村」とあり、往古村名でもあった可能性がある。
『紫の一本』では字義により鮫と結び付けられ、古くは海岸線が高く、橋下まで海水が進入し、鮫が見られることがあったからだとされた。この他にも、往古四谷一帯は潮踏の里と称し、鮫河橋付近は豊島の入江と呼ばれたなどと伝えられ、元鮫河橋北町の通称入（いり）という地名はこれに由来し、その橋は入江の橋と呼ばれるなど、傍証が多く言い伝えられているが、伝承が伝承を呼んだものと思われる。
『江戸砂子』では、目の白い馬を𩥭（さめうま）と称することから、馬と結び付けられるようになった。『江戸砂子』では「牛込行願寺の僧が𩥭馬で曼供塚に通っていたが、この橋より転落死してさめ馬ヶ橋と称したとする。『再校江戸砂子』では、普段は小流だが、谷の地形のため雨天時にのみ増水し橋が必要となるため雨（さめ）ヶ橋の意であると考察した。
更に下って『文政町方書上』では、源義家の馬とする説のほか、徳川家康秘蔵の駮馬を千駄ヶ谷村に埋葬する際にこの川に落ちたという説を加え、後者が有力とする。
近代では、『大日本地名辞書』が冷水（さみず）の略と考察した。また、地元の郷土史家は、鮫洲と同様真水（さみず）の意で、海浜の近い当時貴重だったことから命名されたとする。

## 橋としての鮫河橋
鎧ヶ淵は源義家が鮫河に転落した際に落としたと伝えられる鐙が遺された伝承がある淵で、江戸時代初期には八幡宮に安置されていたが、後に廃され、陽光寺抱地となった。近代になっても、晴れた日の正午頃、池に反射する光が金の鐙からの光として有難がられる光景が見られたが、下水に溜まった泥の廃棄場となり、消滅した。

## 地名としての鮫河橋
古く豊島郡山中庄、山中領などと称し、安土桃山時代には山中村と称していた。天正19年（1591年）徳川家康が江戸城に入ると、同年11月18日鷹場に指定された。
谷間の湿地帯のため開発が遅れたが、寛文4年（1664年）伊賀者組の屋敷地となり、一ツ木村と称した（この際従来の鮫河橋一帯は元鮫河橋と呼ばれる様になった）。元禄9年（1696年）町奉行支配となり、以下の町丁が成立した。
- 元鮫河橋表町
- 元鮫河橋仲町 - 旧字仲殿田
- 元鮫河橋南町 - 旧鮫河橋千日谷町
- 元鮫河橋北町
- 元鮫河橋八軒町
- 元鮫河橋陽光寺門前 - 江戸時代後期には空き地化
- 鮫河橋新伊賀町 - 後に鮫河橋谷町

明治初年の町名整理で以下のようになった。
- 元鮫河橋町 - 明治5年（1872年）元鮫河橋表町南部、元鮫河橋仲町、武家地、寺地が合併
- 元鮫河橋南町 - 明治2年（1869年）元鮫河橋八軒町、明治5年武家地、寺地を合併
- 鮫河橋谷町一丁目 - 明治5年（1872年）鮫河橋谷町南部、元鮫河橋北町、元鮫河橋陽光寺門前、武家地、寺地が合併して成立
- 鮫河橋谷町二丁目 - 明治5年（1872年）鮫河橋谷町北部、元鮫河橋表町北部、寺地が合併して成立

明治44年（1911年）5月1日これらの町名は簡略化され、鮫河橋の名は行政地名から消滅した。
江戸時代から、下谷万年町、芝新網町と並んで三大貧民窟と呼ばれた。しかし、地価の高騰や関東大震災以降の再開発により貧民窟はより郊外に移動して消滅した。

## 遺称地

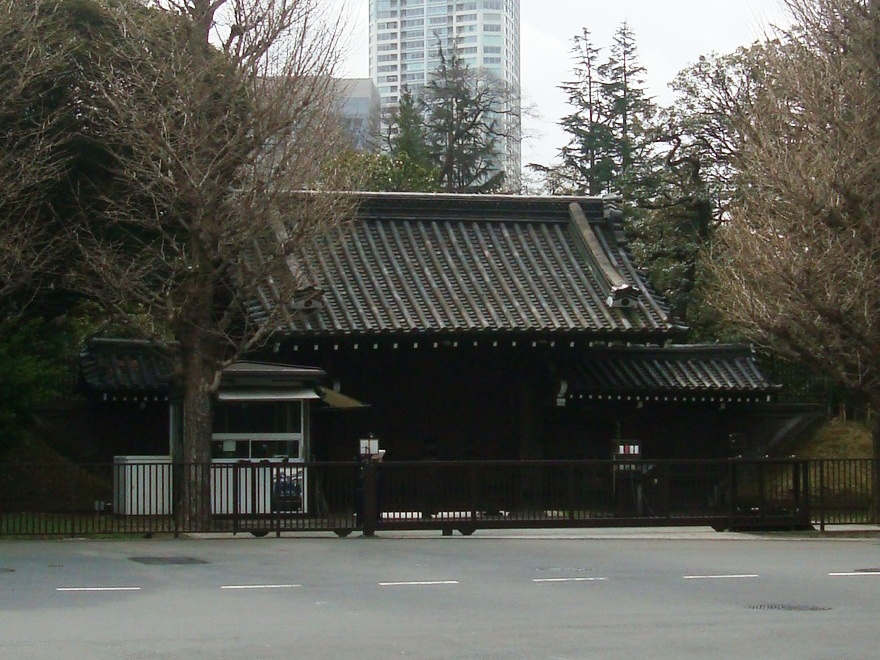
赤坂御用地鮫が橋門

- 鮫河橋坂 - 東京都道414号四谷角筈線南元町交差点から学習院初等科前交差点に上る坂
- 赤坂御用地鮫が橋門
- JR中央本線鮫ヶ橋通ガード、第一南鮫ヶ橋通ガード、第二南鮫ヶ橋通ガード
- 「四谷鮫河橋地名発祥之所」碑 - 南元町みなみもと町公園付近、首都高速4号新宿線ガード下脇のせきどめ稲荷社内に存する。表に「沙美津川千どり来なける古の里の名ごりを伝う石ぶみ　昭和五拾年参月吉日建之　建碑主　長尾登女　詞と字　長尾保二郎」、裏に「鮫ヶ橋せきとめ神　賛同　保存会長　小俣次郎吉」とある。

## 関連文献
- 斎藤長秋 編「巻之三 天璣之部 鮫河橋」『江戸名所図会』 2巻、有朋堂書店〈有朋堂文庫〉、1927年、275-276頁。NDLJP:1174144/142。